# Sarrià-Sant Gervasi (distrito)

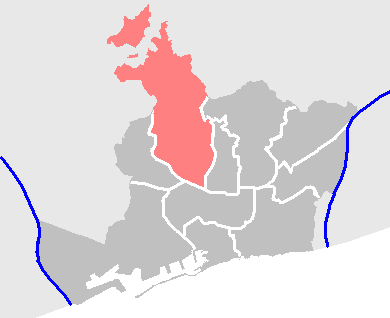
Localização do Distrito de Sarrià-Sant Gervasi em Barcelona.

O Distrito de Sarrià-Sant Gervasi é o quinto dos distritos em que se divide administrativamente a cidade de Barcelona. Situa-se no limite ocidental da cidade. Está rodeado pelos distritos de Horta-Guinardó, Gracia, Eixample, Les Corts e pelos municípios de Sant Just Desvern, San Feliú de Llobregat, Molins de Rei e San Cugat del Vallés. Boa parte do território do distrito encontra-se sobre a serra de Collserola. O distrito está composto de vários conjuntos urbanos formados pelos antigos municípios de Sarriá (adicionado a Barcelona em 1927), Vallvidrera (adicionado a Sarriá em 1890), Santa Creu d'Olorda (adicionado a Sarriá em 1916) e Sant Gervasi de Cassoles (adicionado a Barcelona em 1897).
É o sétimo distrito por população, 140.461 habitantes (2005), segundo em extensão (20.090 km²), só sendo superado pelo Distrito de Sants-Montjuïc e o último em densidade (6.992 hab./km²). 
Bairros: El Putget i Farró, Sant Gervasi - la Bonanova, Sant Gervasi - Galvany, Sarrià, Les Tres Torres e Vallvidrera, el Tibidabo i les Planes.